# Беляевка (Вологодская область)
Беляевка — деревня в Никольском районе Вологодской области.
Входит в состав Байдаровского сельского поселения, с точки зрения административно-территориального деления — в Кумбисерский сельсовет.
Расстояние до районного центра Никольска по автодороге — 35 км, до центра муниципального образования Байдарово по прямой — 15 км. Ближайшие населённые пункты — Займище, Филимоновы Гари, Малые Гари.
По переписи 2002 года население — 59 человек (34 мужчины, 25 женщин). Всё население — русские.